# Vernoux-sur-Boutonne
Vernoux-sur-Boutonne è un comune francese di 154 abitanti situato nel dipartimento delle Deux-Sèvres nella regione della Nuova Aquitania.

## Società

### Evoluzione demografica
Abitanti censiti